# Мечеть Гаджи Гаиба
Мечеть Гаджи Гаиба — историко-архитектурный памятник, построенный в 1898 году и расположенный в Старом городе.
Решением Кабинета Министров Азербайджанской Республики от 2 августа 2001 года №132 мечеть была включена в список недвижимых памятников истории и культуры местного значения.

## История
Мечеть Гаджи Гаиба была построена в 1898 году по приказу Гаджи Гаиба по адресу Мирза Мансур, 41 в Ичери-шехере. Мечеть  расположена недалеко от мечети Мухаммеда, а главный фасад здания обращен на юго-запад. Мечеть выполнена в классическом стиле, одноэтажная и не имеет минарета. На юго-восточной стене фасада была надпись на стене портала, расположенного со стороны улицы Мирзы Мансура..